# Der Poylisher Yidl
Der Poylisher Yidl (идиш דער פוילישער אידעל‎) — одно из первых социалистических периодических изданий на языке идиш и первая социалистическая газета Великобритании, ориентированная на иммигрантскую аудиторию. Она была основан 25 июля 1884 года социалистом Морисом Винчевским и его другом, писателем Элияху Вольфом Рабиновичем. В ней публиковались стихи (в основном Винчевского), новости трансатлантического еврейства и критика местного идишского театра (включая труппу Сары и Якова Адлер). Стиль письма издания был вдохновлён Аароном Либерманом (основателем Лондонского еврейского социалистического союза), сочетающим международные комментарии с деятельностью местных сообществ. Der Poylisher Yidl продавался по 1 пенни за выпуск. В 1892 году газета была переименована в Di Tsukunft (идиш די צוקונפֿט‎, Будущее).
Газета довольно быстро прекратила своё существование из-за идеологических разногласий. Винчевский, который был убеждённым антирелигиозным человеком, ушёл из-за того, что Рабинович принял объявление от Сэмюеля Монтегю, который был столпом религиозной общины. Винчевский стал соучредителем организации Arbeter Fraynd, которая регулярно критиковала Монтегю и главного раввина Великобритании Германа Адлера.
Газета изо всех сил пыталась набрать обороты и опубликовала в общей сложности 16 номеров. Её быстро обогнала Arbeter Fraynd. Еврейская жизнь Лондона в целом страдала от фракционности. Распространённость анархистов означала, что Россия не была заинтересована в их поддержке. Большинство радикальных евреев оказались в Нью-Йорке, включая основателя газеты Мориса Винчевского.
В газете утверждалось, что «к еврею следует относиться… как к человеку… как к еврею… как к рабочему», и перечислялось четыре типа евреев: ««Равнодушные» заботятся только о себе; «ассимиляторы» считают еврейскую обособленность корнем еврейских проблем; «националисты» винят бездомность евреев в их страданиях; «социалисты» считают еврейскую проблему частью общей социальной проблемы, а не отдельной от неё».